# 越生・毛呂山バイパス
越生・毛呂山バイパス（おごせもろやまバイパス）は、埼玉県入間郡越生町成瀬と同県毛呂山町葛貫を結ぶ、埼玉県道30号飯能寄居線のバイパス道路である。
両町の中心部に古くから存在する幅員が狭い道路を迂回し、また毛呂駅前・埼玉医科大学周辺の慢性的な渋滞を緩和することを目的としている。
2012年2月18日に毛呂山町長瀬から、毛呂山町葛貫までの区間が開通した。
バイパス名はあくまでも通称であり、県道標識上では「飯能寄居BP線」、地元広報誌では「新飯能寄居線」とされている。都市計画道路名は飯能寄居線バイパス。

## 交差する主な道路
- 埼玉県道41号東松山越生線
- 埼玉県道114号川越越生線「岩井交差点」
- 埼玉県道39号川越坂戸毛呂山線

## 沿線の主な施設
- 越生高等学校
- 東武越生線 越生駅
- 毛呂山町立泉野小学校
- 東武越生線 東毛呂駅
- 毛呂山町役場